# Uri Zvi Grinberg

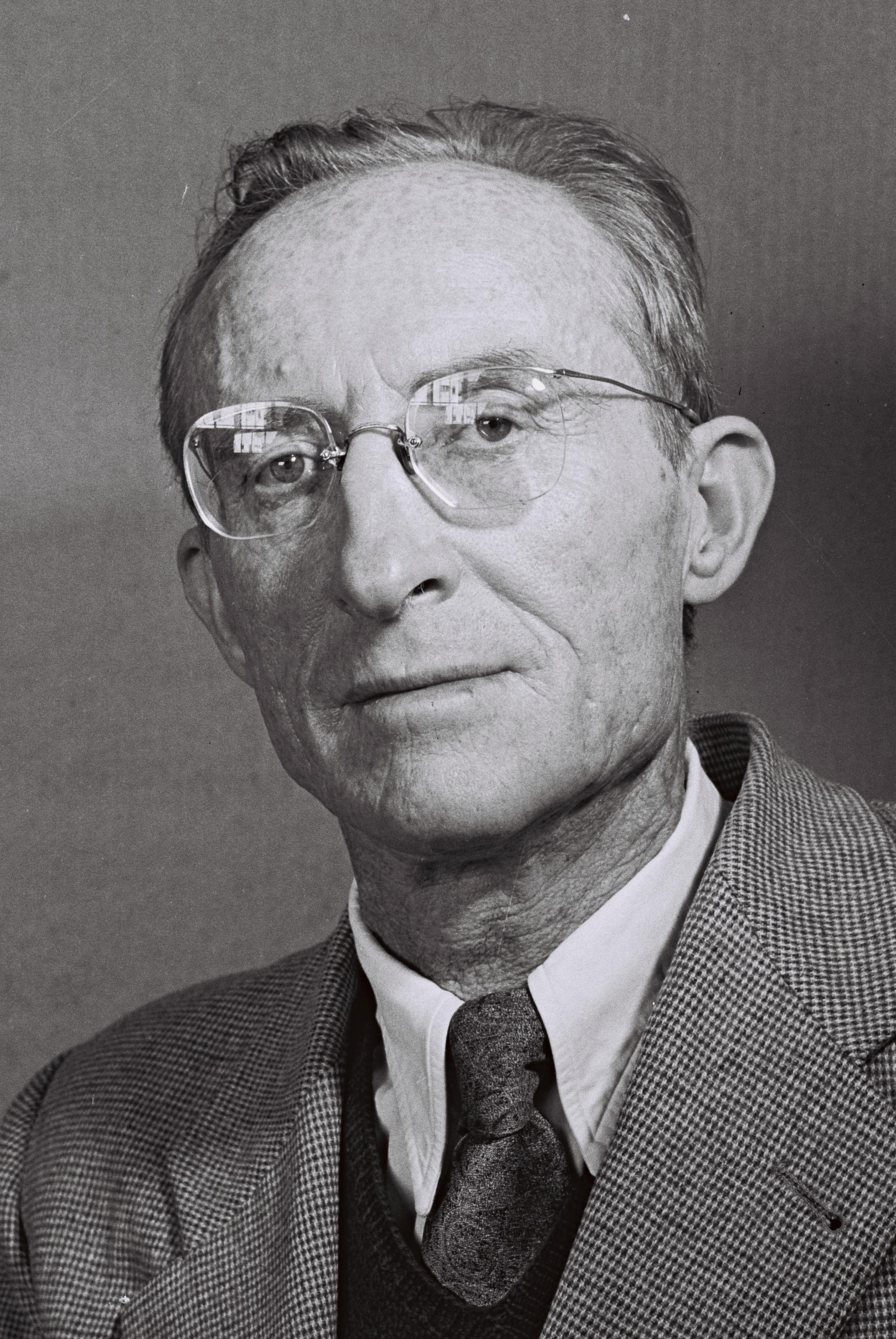
Uri Zvi Grinberg, 1956

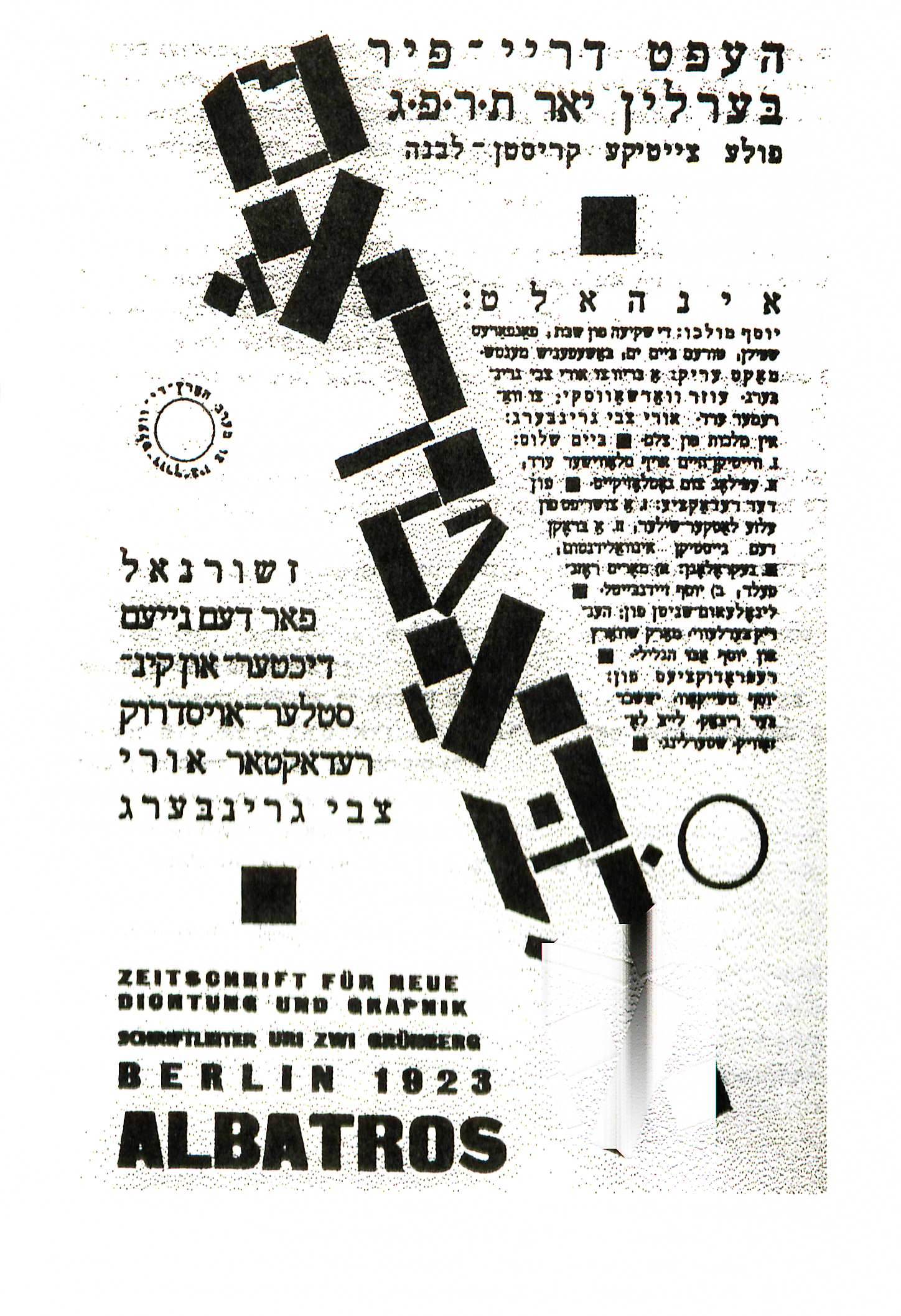
Albatros, Heft 3/4 1923, Uri Zwi Grünberg als Schriftleiter aufgeführt

Uri Zvi Grinberg (englisch Uri Zvi Greenberg, deutsch Uri Zwi Grünberg; jiddisch אורי צבי גרינבערג, hebräisch אוּרִי צְבִי גְּרִינְבֵּרְג; * 22. September 1896 in Bilyj Kamin (Ostgalizien), Österreich-Ungarn; † 8. Mai 1981 in Ramat Gan, Israel) war ein israelischer Politiker und Dichter hebräischer wie jiddischer Sprache. Er schrieb auch unter dem Pseudonym Tur Malka.

## Leben
Uri Grinberg wurde als Sohn einer bekannten chassidischen Familie in Biljyj Kamin geboren und wuchs im nahegelegenen Lemberg auf. Seine ersten Gedichte fielen dort Gerschon Schoffmann auf, der sie an den in Palästina lebenden Joseph Chaim Brenner weitergab. Grinbergs erste zum Teil auf Jiddisch und zum Teil auf Hebräisch verfassten Gedichte wurden 1912 in Lemberg im Jiddischen Arbeiter (jiddisch דער ייִדישער אַרבײטער ‚der jüdische Arbeiter‘), in Odessa in ha-Schiloach (hebräisch הַשִּׁלֹחַ) und in Jaffa veröffentlicht; sein erster Gedichtband Ergez oif Felder (jiddisch ערגיץ אויף פעלדער ‚Irgendwo auf den Feldern‘) erschien 1915 und zeichnet sich durch seine intensive Auseinandersetzung mit Rainer Maria Rilkes Die Weise von Liebe und Tod des Cornets Christoph Rilke aus.
Von 1915 bis 1917 diente Grinberg als Soldat der österreichisch-ungarischen Armee an der serbischen Front. Nach Ende des Ersten Weltkrieges desertierte er und wurde 1918 Zeuge antisemitischer Pogrome in seiner Heimatstadt Lwów, wo er sich nun vor allem mit Werken in jiddischer Sprache hervortrat. 1921 schloss er sich in Warschau Der Chaljastre, einer Gruppe jiddischer Avantgardedichter, an, schrieb Werke, die stilistisch und thematisch dem Expressionismus nahestehen und gab dort 1923 die jiddische Kunstzeitschrift Albatros (jiddisch אַלבאַטראָס) heraus. 1923 lebte er in Berlin, veröffentlichte zwei weitere Hefte des Albatros und begann auf Hebräisch zu schreiben.
Im Dezember 1923 emigrierte Grinberg ins britische Mandatsgebiet Palästina. Dort begeisterte er sich für die Kibbuzimbewegung und schrieb nur noch Hebräisch, zunächst für die Zeitschrift Davar (hebräisch דבר ‚Wort‘), die ein wesentliches Sprachorgan der linksgerichteten Zionistischen Arbeiterbewegung (siehe auch Histadrut) darstellte, und die Wochenzeitung Kuntres (hebräisch קונטרס).
Nach dem Hebron-Massaker von 1929 wurde Grinberg zunehmend militanter. Er kritisierte die Passivität der britischen Behörden angesichts der Gewalttaten im palästinensischen Mandatsgebiet vehement und schloss sich der rechtsgerichteten Irgun Zwai Leumi und der Untergrundorganisation Lechi, einem Ableger der Irgun, an. Seit 1930 war er ein entschiedener Vertreter des Revisionistischen Zionismus unter Seev Jabotinsky und vertrat diese Bewegung auf mehreren zionistischen Kongressen in Polen.
Die Dreißigerjahre verbrachte Grinberg größtenteils in Polen und agitierte dort weiter für den Zionismus. Während des deutschen Überfalls auf Polen 1939 konnte er zurück nach Palästina fliehen, wo er bis zu seinem Tode blieb; der Rest seiner Familie kam in der Schoa ums Leben.
Nachdem der Staat Israel gegründet worden war, schloss sich Grinberg 1948 Menachem Begins Cherut-Partei, einem Vorgänger der heutigen Likud, an und wurde 1949 in die erste Knesset gewählt. Bei den Wahlen zur zweiten Legislaturperiode 1951 verlor er den Sitz. Nach dem Sechstagekrieg 1967 kämpfte er für den Anschluss des Westjordanlandes an Israel.
1950 heiratete Grinberg Alisa Gurewitsch (die Dichterin Alisa Grinberg, hebräisch עליזה גרינברג). Aus der Ehe gingen fünf Kinder hervor.

## Wirken
Grinbergs Schriften zeichnen sich durch tiefen Mystizismus und jüdischen Nationalismus aus. Dabei ist sein Schreiben tief in Traditionen der Moderne verankert, in die er sich mit seinem Werk einschrieb. Sein u. a. von Bialik, Walt Whitman, Baudelaire, Goethe, Rilke, Heine und Nietzsche inspirierter Stil weist romantische, expressionistische und andere Stilrichtungen auf; seine wesentlichen Themen schöpfte er aus den kanonischen Schriften des Judentums, aus der Weltliteratur und aus der geschichtlichen und gesellschaftlichen Wirklichkeit seiner Zeit.
Grinberg war überzeugt, dass JHWHs Bund mit Abraham Basis allen jüdischen Lebens war und von daher zwischen Juden und Nicht-Juden ein kategorischer Unterschied bestand. Daran, dass Israel von Gott auserwählt worden war, ließ Grinberg des Weiteren keinen Zweifel zu. Er war überzeugt, dass das Königreich Israel, das mit dem Ende des davidisch-salomonischen Reiches untergegangen war, durch die Ankunft eines Messias neu errichtet würde. Die Aufgabe hebräischer Literatur sah er darin, diese messianische Vision zu besingen. Zugleich aber und entgegen Grinbergs Erklärungen, denen zufolge er sich von Europa und seinen Traditionen befreit habe, bleibt sein Schreiben bis zu seinem Lebensende eben diesen Traditionen verpflichtet und entwickelt ein komplexes Netz intertextueller Beziehungen, die jeglicher binären Ausdeutung seiner Schriften entgegensteht.
Für seine Verdienste um die hebräische Literatur wurde Grinberg 1957 der Israel-Preis verliehen. Außerdem erhielt er die Ehrendoktorwürde der Universität Bar-Ilan in Ramat Gan und der Yeshiva University in New York.

## Ausgewählte Werke
| - 1919 In tsaytens roysh - 1921 Mefisto - 1921 Farnachtengold - 1923 Krig oyf dem erd - 1925 Emah gedolah ve-yareah - 1926 Ha-Gavrut Hah-olah - 1928 Hazon Ehad Ha-Ligyonot - 1928 Anacre’on Al Kotev Ha-Itzavon sha’are shir - 1929 Kelev Bayyit | - 1929 Ezor Magen u-Ne’um Ben Ha-Dam - 1937 Sefer Ha-Kitrug veha-emunah - 1939 Yerushalayim shel mata - 1950 Min Ha-Kahlil U-Min Ha-Kahol - 1951 Rehovot hanahar: sefer ha ’iliyot yeh’akoah - 1968 Mivhar mishirav - 1979 Be-Emtza Ha-olam, Be-Emtza ha-zma’nim - 1979 Mivhar Shirim |